# 九条一馬
九条 一馬（くじょう かずま）は、日本のゲームクリエイター。大阪府出身。

## 略歴
甲南大学卒業。アイレム（現アピエス。ここでは旧アイレムと記述する）に入社後、同社で開発するアーケードゲームの制作に携わる。その後、旧アイレムのゲーム事業撤退を受け、旧アイレムのメンバーも集ったナスカに合流しメタルスラッグを開発。開発後はフリーランスで活動。
旧アイレムのゲーム事業を受け継いだアイレムソフトウェアエンジニアリングに入社後、ゲームタイトルのプロデューサーおよびデザイナーを務める（事実上の古巣復帰）。
開発に携わった『絶体絶命都市4 -Summer Memories-』や『ポンコツ浪漫大活劇バンピートロット2』の発売中止決定後の2011年5月、アイレムソフトウェアエンジニアリングを退社し、株式会社グランゼーラの創立メンバーとして参加する。会社名であるグランゼーラの名の由来は、『R-TYPE TACTICS II -Operation BITTER CHOCOLATE-』のグランゼーラ革命軍から用いている。
グランゼーラ創立以後は、PlayStation homeにおける、自社製品の開発プロデューサーとして活動している。

## 人物
- 大阪府出身であるが石川県金沢市を拠点に活動しており、Twitter等には地域愛が強く窺える記事を多く投稿している。
- 九条と交流のある人物として松山洋、佐野榮太郎、加藤克明、並木学らがいる。
- 好物は主にカレーライスと、チャーハンである。
- 「悪者が生き延びているといつまでも後味の悪さを残すが、それも悪者の存在価値」「悲しいこと、嫌なことも体験として残ってほしい」という考えの持ち主であり、製作するゲームでは悪人が成敗されなかったり、善人が報われない展開が多い[1]。

## 携わった作品
- アイレムエアデュエル
- 海底大戦争 (ゲーム)
- メタルスラッグ
- R-TYPE Δ
- R-TYPE FINAL
- R-TYPE FINAL 2
- R-TYPE TACTICSシリーズ
- 絶体絶命都市シリーズ
- ポンコツ浪漫大活劇バンピートロット
- パチパラシリーズ（パチプロ風雲録シリーズ）
- 巨影都市
- マンガ・カ・ケール
- PlayStation homeの、グランゼーラ関連ラウンジおよび、アイテム

## 関連資料
- 【クリエイターズファイル】「選ばれる作品を提供したい」『絶体絶命都市』九条さん/ゲーム情報ポータル：ジーパラドットコム